# Ммопане
Ммопане — населений пункт сільського типу на південному сході Ботсвани в окрузі Квененг. Село розташоване близько 15 км від Габороне, столиці Ботсвани. Населення за переписом 2001 року становило 3512 осіб, за переписом 2011 року — 14 655 осіб. Зараз це частина агломерації Габороне, де за переписом 2011 року проживає 421 907 жителів.

## Географічне положення
Село розташоване в південно-східній частині округу, приблизно в 15 км від столиці країни, міста Габороне, на висоті 1010 над рівнем моря.

## Населення
За даними перепису 2011 року населення села складає 14 655 осіб.
Динаміка чисельності населення села за роками:
| 1991 | 2001 | 2011   | 2013   |
| ---- | ---- | ------ | ------ |
| 1249 | 3512 | 14 655 | 17 722 |